# Đèo Văn Tri
 Đèo Văn Tri, en laotien Cam Oun ou Kham Oun, né en 1849 dans l'actuel Nord-Vietnam et mort en mars 1908, était un seigneur féodal Taï. Il tenta d’unifier les douze provinces du nord du Tonkin durant son règne. Ses relations avec Auguste Pavie ont mis fin à la guerre qui l’opposait aux colons français.

## Le pays Taï

### Histoire récente
Le pays Taï, ou Sip Song Chau Tai (littéralement Pays des douze provinces), situé dans le nord de l'actuelle République socialiste du Viêt Nam, fut une fédération des seigneuries thaïs dès le XVIIe siècle sous la Dynastie Lê, puis au terme de la Guerre franco-chinoise il devient un protectorat de la France le 9 juin 1885 (la Chine reconnaissant le Traité de Hué (1883)).
Les relations de la France avec le peuple Taï furent très difficiles dès la fin du XIXe siècle : malgré la signature en 1862 d’un premier traité (traité de Saigon) avec l'empereur d'Annam puis d’un second traité de Saigon en 1874, le nord et en particulier le Tonkin refusait de se soumettre et les terribles Pavillons noirs affrontaient constamment les envahisseurs français.
Auguste Pavie, habile négociateur, réussit cependant à convaincre un des chefs des provinces Taï, Taï Đèo Văn Tri de contrôler les Pavillons noirs. En échange, la Famille Deo conserva ses privilèges et ses droits sur les régions de Ðiện Biên Phủ, Laïchau, Phu Yên et Tuan Giao.
Le pays Taï est constitué des Douze provinces (Sip Song Chau Tai) tant bien que mal unifiées par Đèo Văn Tri (ces 12 provinces deviendront 19 sous le règne de son Fils Deo Van Long) :
1. Muong Te
2. Muong So
3. Muong Sat
4. Muong Ma
5. Muong Lay
6. Muong Chien
7. Muong Chan
8. Muong Than
9. Muong Quai
10. Muong Thanh
11. Muong Muoi
12. Muong

En 1950, c’est la création de la Fédération Taï, dont le premier président sera Deo Van Long (fil de Đèo Văn Tri), reconnue par  l’empereur Bao Dai  et officialisant son rattachement à la couronne d'Annam (Ordonnance du 15 avril 1950, Bao Daï  rattacha directement à sa personne les pays montagnards, dont la fédération Taï, puis leur donna, le 4 avril 1952, un statut particulier), ceci jusqu'en 1954, fin de la colonisation française en Indochine.
Le Pays Taï existe toujours aujourd’hui mais est devenu une province[Laquelle ?] de la République socialiste du Viêt Nam.

## Biographie

### Famille La et Deo
Đèo Văn Tri est l’héritier de la famille princière « La 剌 », dirigeants de la province chinoise du Kouang Toung 广东 (orthographié Kwantung, puis Guangdong) et du Kouang Xi, du VIIe siècle au XVIIe siècle.
Puisant ses origines dans la chine impériale sous la Dynastie Ming, les fonctionnaires (Préfets) de la famille «La» ont servi les différents Empereurs de Chine jusqu’au XVIIe siècle : Lo Camh Khong (ou Deo Cam Kong), grand-père de Deo Van Tri, Grand Fonctionnaire de la cour Impériale de Chine, préféra alors quitter son pays pour conquérir les Sip Song Chau Tai, refusant ainsi de se soumettre aux Mandchous de la future dynastie Qing, subodorant surtout la fin des Ming, bien qu'il fût pressenti comme successeur du dernier empereur Ming, Zhu Youjian (Ming Chongzhen).
La famille «La» dirigea durant les trois siècles suivants, jusqu’en 1954, la région du nord Tonkin (Le Pays Taï), par mandat de la Dynastie Lê du Tonkin. Elle prit alors le nom de Dîeu puis Deo, Déo Cam Oun ou Kham Oun
La famille Deo fait donc partie depuis trois siècles de l’ethnie des Taï blancs.

### Đèo Văn Tri
Selon une citation d'Auguste Pavie, il est « le légendaire Đèo Văn Try, le chef des Pavillons Noirs, ces bandits chinois terrifiants, dont on parlait dans les livres d’histoire de notre enfance ». Selon certains auteurs, dont Lucien Bodard, l’identité de Đèo Văn Tri procède de l’usurpation. Ce fils de pirate serait devenu le roi de Laichau par un crime atroce. Il aurait disposé du souverain légitime, du nom de Đèo dont il aurait fait serrer« le cou avec des cordes jusqu’à ce que le crâne éclatât ». Enfin, il se serait emparé de son nom et de sa vie en épousant sa fille.
Acteur incontournable de la région du Haut Tonkin, Đèo Văn Tri avec son père Đèo Văn Sinh tentera toute sa vie de contrôler la fédération taïe, qui par sa situation géographique frontalière subit les influences, pressions, voire guerre de ses voisins proche que sont la Chine, le Laos et des hordes de bandits autonomes (Pavillon Rouge, noir …).
Pour assoir son autorité, Đèo Văn Tri s’allie avec le royaume d’Annam de la Dynastie Nguyễn et manipule dangereusement les terrible hordes des Pavillons noirs, chinois à la solde de Liu Yongfu(1837-1917, Lưu Vĩnh Phúc ou Lưu Vĩnh Phước en vietnamien).

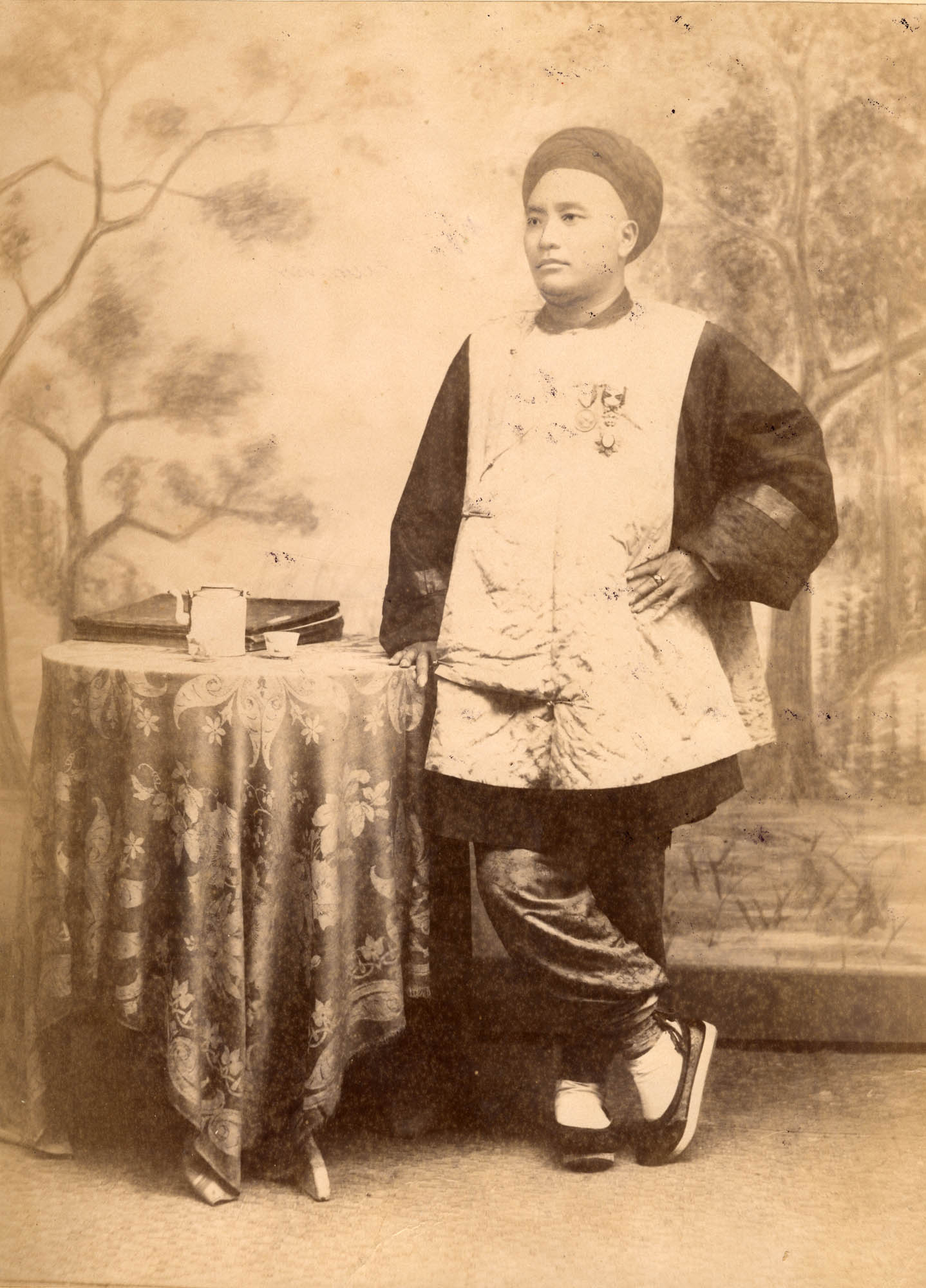
Deo Van Tri, Seigneur du Pays Taï (Circa 1890)
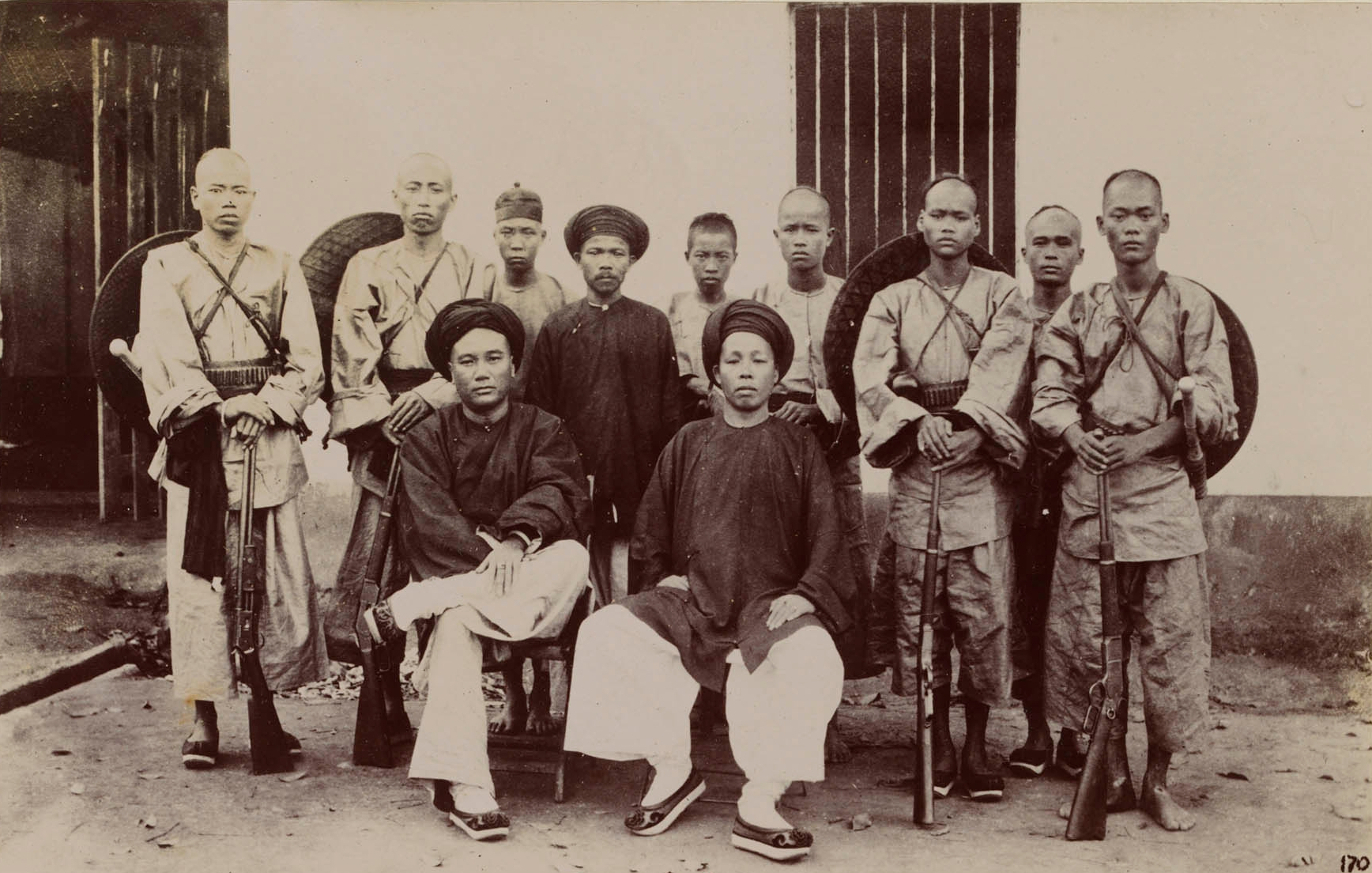
Le Seigneur Đèo Văn Tri (assis à gauche), Kam-Doi (assis à droite) et les Pavillons Noir - (Circa 1890)
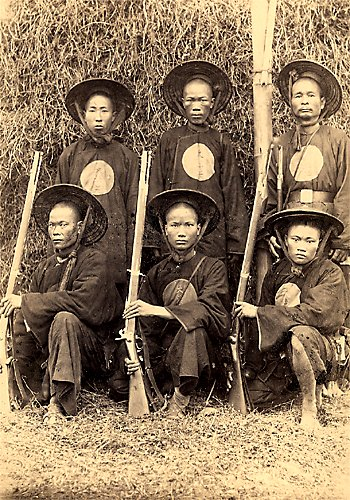
Anciens Pavillons Noirs servant comme tirailleurs tonkinois (1884)

Dès 1884, la France installe tant bien que mal sa colonie, mais le Tonkin résiste et Đèo Văn Tri continue de servir loyalement le royaume de l’Annam.

En 1885, lors de la guerre franco-chinoise, dix mille Pavillon noir assiègent les légionnaires français et attaquent la colonne Pernot (11e régiment d'infanterie coloniale).
Đèo Văn Tri offre ensuite un refuge au jeune roi rebelle en fuite du royaume de l’Annam, Hàm Nghi, ainsi qu’à son régent le « sinistre » Tôn Thất Thuyết. Il les escortes ensuite jusqu’en Chine ; malgré tout le régent annamite s’en prend à Đèo Văn Tri afin de garantir le secret de leur cachette et incendie Laichau.
Dans le même temps, Tôn Thất Thuyết donne l’assurance au siamois Vaïvoronat (futur général Phya Surisak ou Sourisak) que la région de Laichau dépend du Siam et non de l’Annam, alors que les Siamois veulent annexer la zone dans leur lutte contre les Hôs.
À cette occasion, les hommes de Vaïvoronat enlèvent les principaux chefs de la région et les frères de Đèo Văn Tri durant son absence, alors que ceux-ci venaient à sa rencontre pour l’accueillir.
En réaction, en juin 1887, Đèo Văn Tri met à sac Luang Prabang, la cité aux mille pagodes, avec 600 de ses « Pavillons noirs, » dont il a pris le commandement après la fuite de Liu Yongfu et la mort de Ong-Ba, dans l’espoir vain de retrouver sa famille.
C’est Auguste Pavie, vice-consul français, qui permet le retrait des Siamois et surtout la restitution, par la négociation, des otages qu’il ramène lui-même à Đèo Văn Tri, à l’exception de deux qu’il reste à libérer : Cam Sam et Cam La.
En 1888, les Français entrent à Laïchau ; Đèo Văn Tri, sous l'influence d'Auguste Pavie, fait la paix avec eux (1890), devient le gardien de toute la frontière chinoise, du bassin du Fleuve Rouge à celui du Mékong, et est dès lors le plus fidèle appui de la France dans le haut Tonkin.
C’est donc en signe de gratitude, las des guerres et séduit par Auguste Pavie que Đèo Văn Tri, en 1888, change radicalement de politique en cessant de soutenir la résistance vietnamienne :
« Nous seront fidèles aux français comme nous l’avons été au roi d’Annam. Celui qui perd la mémoire des bienfaits devient malheureux.
 Nos os se transformeront en poussière mais ce qui ne périra jamais c’est le souvenir de cette visite que vous faites à notre père Cam Seng dans sa demeure. » (Đèo Văn Tri discourt à Auguste Pavie - 1888) 
Encouragé par sa famille, Đèo Văn Tri prête allégeance au régime colonial français avec pour autre objectif l’indépendance de son peuple. En effet, en retour, la France reconduit la suzeraineté des Đèo[non neutre] dans la région de Laichau.
Il accompagne Auguste Pavie pendant plusieurs journées dans une mission en Chine, et permet aux membres de sa famille de voyager avec lui vers Paris, où ils peuvent s’inscrire dans les écoles, où plus tard son fils Đèo Văn Long fera ses classes avec Raoul Salan.
Continuant sa politique de coopération, Đèo Văn Tri assiste aux opérations de délimitation de la frontière indochinoise avec la Chine en 1894.
Il rejoint ses « illustres ancêtres » en 1908. Son troisième fils, Deo Van Long, lui succède.

## Décorations
|  |

- Ordre du Dragon d'Annam

## Ascendance récente
Lo Camh Khong – XVIIe siècle - Chine 
Kham Khat – XVIIIe siècle - Empire d’Annam 
Deo Van An- XVIIIe siècle -  Empire d’Annam 
Deo Van Sanh - XIXe siècle - Empire d’Annam